# Christuskirche (Klagenfurt am Wörthersee)

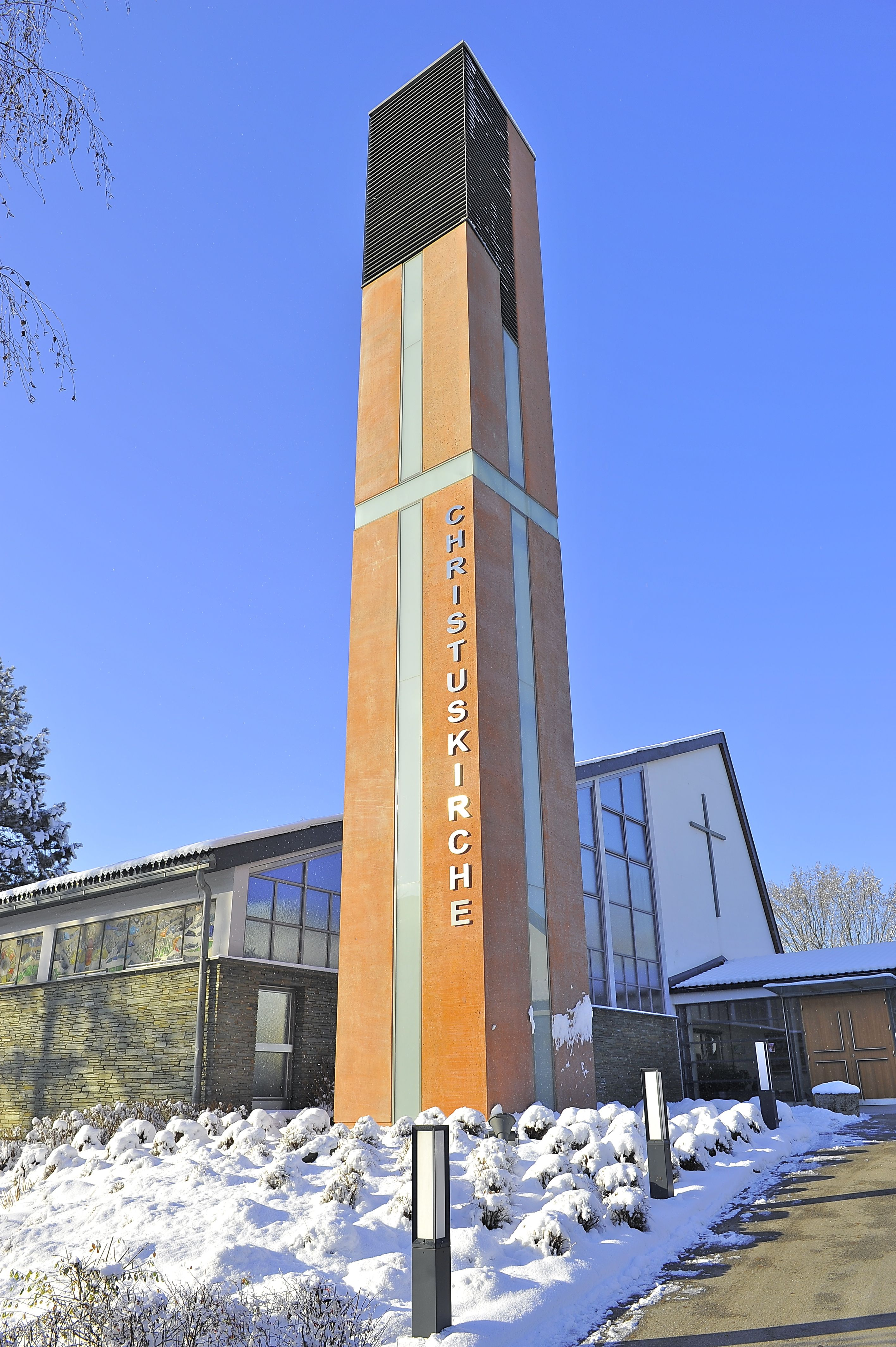
Christuskirche

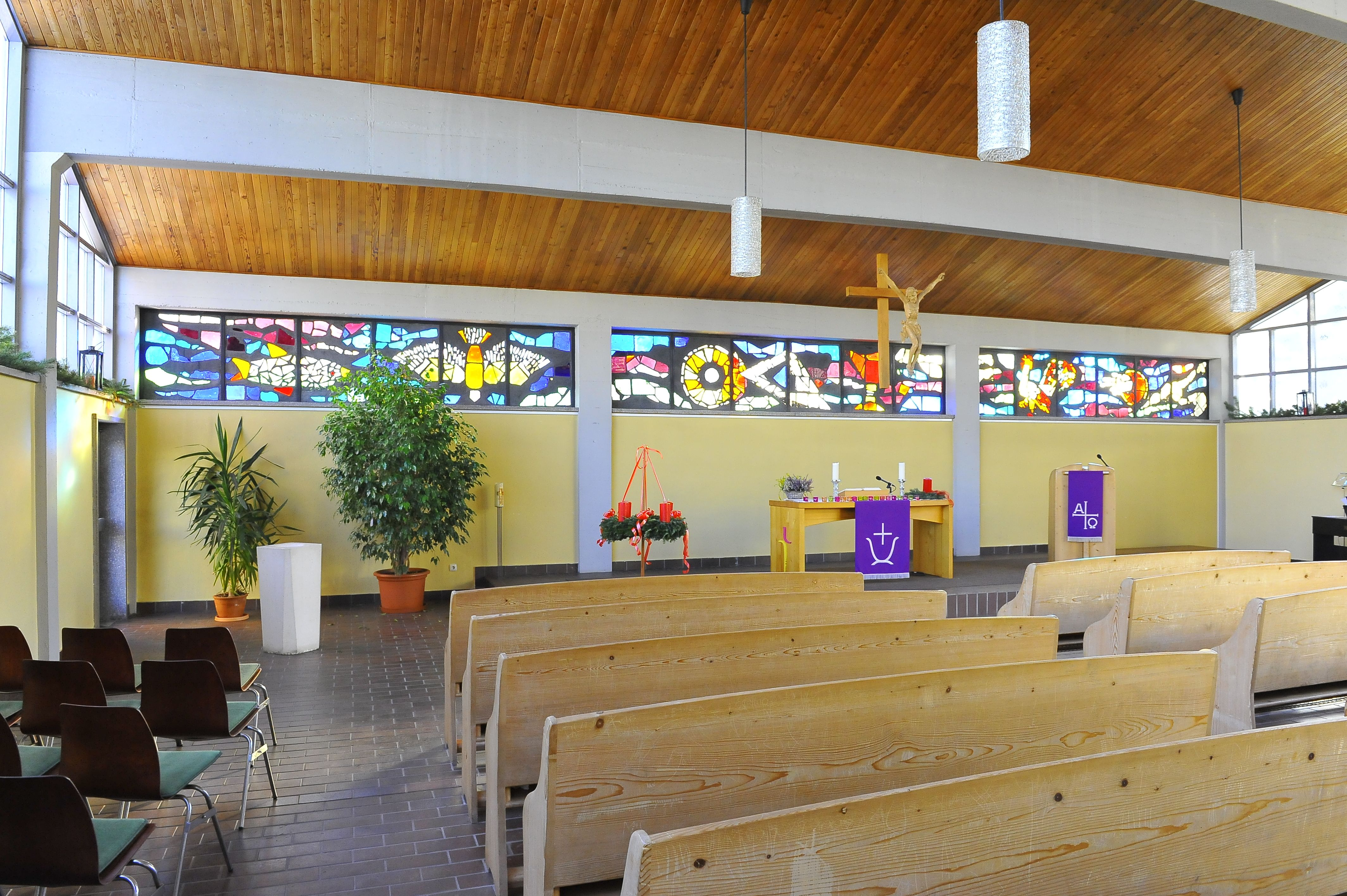
Inneres

Die Evangelische Christuskirche Klagenfurt A. B. steht in Klagenfurt am Wörthersee in der Auer-von-Welsbachstraße.

## Bauwerk
Die Kirche wurde im Jahr 1963 nach den Plänen des Architekten Franz Rohner errichtet. Der rechteckige Saalbau unter einem asymmetrischen Satteldach schließt unten mit einem Natursteinsockel ab. Der Kirchturm des Grundentwurfes wurde aus finanziellen Gründen nicht errichtet. Die Ostwand hat ein Glasfensterband nach einem Entwurf der Malerin Josefine Kreuzer. In den 2005 und 2006 wurde ein freistehender Kirchturm nach den Plänen des Architekten Werner Omansiek der Kirche beigestellt.
In den Jahren 1980 bis 1988 wirkte der spätere Bischof Herwig Sturm als Pfarrer an der Christuskirche.

## Orgel
Die Orgel aus dem Jahr 1988 stammt von Orgelbau Pirchner.
Sie verfügt über 13 Register auf zwei Manualen und Pedal. Die Disposition lautet wie folgt:
| I Hauptwerk C–g3 |       |
| Prinzipal        | 8′    |
| Rohrflöte        | 8′    |
| Oktave           | 4′    |
| Flöte            | 4′    |
| Oktave           | 2′    |
| Mixtur           | 1 ⁄3′ |

| II Positiv C–g3 |                |
| Coppel          | 8′             |
| Holzflöte       | 4′             |
| Prinzipal       | 2′             |
| Flöte           | 2′             |
| Sesquialtera II | 2 ⁄3′ + 1 3⁄5′ |
| Tremulant       |                |

| Pedal C–f1   |     |
| Subbass      | 16′ |
| Gemshornbass | 8′  |

- Koppeln: II/I, I/P, II/P